# Capella dels Reis (Tortosa)
La capella dels Reis és una església de Tortosa (Baix Ebre) inclosa a l'Inventari del Patrimoni Arquitectònic de Catalunya.

## Descripció
És una capella situada vora la carretera de Tortosa a Bítem i Benifallet, en la partida coneguda com a Horta del Pimpí. Es tracta d'una edificació petita de planta rectangular, amb tancament recte de l'absis. A l'interior és d'una sola planta, amb fornícules a manera de capelletes obertes al gruix del mur. Un arc diafragmàtic de mig punt, arrebossat, separa la nau del presbiteri, quadrat i amb un altar d'inspiració neoclàssica que emmarca una representació de l'ofrena dels Reis Mags a Jesús en relleu. Les obertures són escasses, només un òcul a l'absis i una finestra petita sobre la porta d'accés. En el primer tram de la nau hi ha un cor elevat sobre bigues de fusta. La porta d'accés, en el mur dels peus, és de mig punt dovellada i té a sobre una petita fornícula. Com a remat de la façana hi ha una senzilla espadanya de maons.
Al mur de la capçalera hi ha adossat un cos petit, cobert a una vessant, on hi ha la sagristia. El material constructiu és la maçoneria, vista a l'exterior i coberta a l'interior, excepte en el mur frontal de l'absis, per un arrebossat emblanquinat.

## Història
Segons la tradició, la capella fou manada bastir pel rei Carles III després d'haver fet una parada en aquest lloc. A principis del segle xix el seu estat de conservació no devia ser bo perquè el 1810 es va enderrocar, tornant-se a bastir de nou el 1821, seguint possiblement l'estructura original. Es restaurà el 1981-1982.
Actualment actua com a sufragània de la Parròquia de Sant Jaume de Remolins, aglutinant tota una sèrie de caseries disperses que hi ha a la zona, rica en horta.